# Tadiates
Os tadiates foram um povo do Lácio, na Itália, na parte central da costa ocidental do mar Tirreno. São mencionados por Plínio como uma comunidade pertencente aos Équos.